# Peter Negro
Peter Negro ali Pietro Negro je bil ljudski pesnik, pripovedovalec in zapisovalec pripovedk, doma iz Zavarha v Terski dolini. Bolj kot po svoji književni ustvarjalnosti je danes znan kot človek, ki je odkril Zavarške jame/Grotte di Villanova.
Peter Negro ni razumel knjižne slovenščine, in tako kot večina ljudi  ob Teru ni ničesar prebral v slovenščini, ne časopisov ne knjig,  a je imel izjemen posluh za jezik. Pisal je pesmi, pripovedoval in zapisoval zgodbe, in celo postavil na oder, če že ne kar sam napisal, ljudsko igro. Raziskovalca terskega narečja jezikoslovec etimolog France Bezlaj in etnomuzikolog, slovenist in etimolog dr. Pavle Merku sta ga obiskovala in se z njim pogovarjala. Bezlaj je zapisoval njegove pesmi, Merkùja so zanimale leksikalne in fonetične idr. značilnosti jezika. Peter Negro je s svojim pripovedovanjem prispeval bogato gradivo za proučevanje narečja in neštevilne oblike, ki sta jih zapisala v svojih delih.
Leta 1925 je Peter Negro odkril Zavarške jame. Ko se je zvečer vračal domov mimo zavarške cerkve, je opazil izparine, ki so se dvigale iz razpoke v skali. Da v bližini zavarške cerkve in zaselka Dolina pod goro Bernadijo obstajajo jame, so si vaščani že dolgo pripovedovali. Znana je bila tudi anekdota o revni družini, ki je večerjala polento, in ko je mati vprašala, kdo bo postrgal polentar, posodo,v kateri se je polenta kuhala, se je v sobi zaslišal neznan glas: Daite menè, daite menè! Člani družine so se prestrašeni razbežali in se vrnili šele čez dva dni, ko so izvedeli, da so gozdarji obiskali podzemno jamo iz smeri zaselka Dolina. Potrebno pa je pripomniti, da si je družina na enem vogalu hiše naredila iztok, v katerega so izlivali odpadne vode iz kuhinje. 
Negro je takoj posumil, da na drugi strani razpoke obstajajo jame. Skupaj z brati Pinosa, ki so bili lastniki zemljišča, je začel kopati in kmalu se je pred njimi odprla Nova Jama/Grotta Nuova.
O svojem okritju jame je pisal dnevnik, ki ga hrani družina Negro.